# Sjung din sång
Sjung din sång, skriven av Martin Contra och Björn Frisén, var bidraget som den svenska dansbandssångaren Stefan Borsch sjöng i den svenska Melodifestivalen 1985. Låten slutade på delad sjundeplats, och utkom 1985 även på singel på Mariann Records, med "Bara du" som B-sida.